# Marco Tutino
Marco Tutino (Milano, 30 maggio 1954) è un compositore italiano.
Le sue opere sono state eseguite in Italia, tra gli altri, nei seguenti teatri: Teatro alla Scala di Milano, Teatro dell’Opera di Roma, Teatro Massimo di Palermo, Teatro delle Muse di Ancona, Teatro Comunale di Bologna, Teatro Comunale di Firenze, Teatro Carlo Felice di Genova, Teatro Regio di Torino, Teatro Regio di Parma, Teatro Massimo Vincenzo Bellini di Catania e anche neiPaesi Bassi, in Austria, in Ungheria, in Gran Bretagna, in Francia, in Germania, negli Stati Uniti con direttori d'orchestra come Bruno Bartoletti, Nicola Luisotti, Roberto Abbado, Daniele Gatti, Riccardo Chailly, Giuseppe Sinopoli, Carlo Rizzi.
Compositivamente ha scelto di seguire il filone compositivo cosiddetto neo-tonale e neoromantico, di cui è uno dei principali esponenti.
I suoi lavori teatrali sono Pinocchio, Cirano, Vite immaginarie, La lupa, Federico II, Il gatto con gli stivali, Pugacev , Dylan Dog , Peter Pan, Peter Uncino, Vita,  La bella e la bestia, Le bel indifferent, The servant, Senso, Le braci, La Ciociara, Miseria e Nobiltà, Falscher Verrat, Il Berretto a Sonagli.
Tra le sue composizioni musicali spiccano il Requiem eseguito nella Cattedrale di Palermo il 27 marzo 1993 in memoria dei morti nelle stragi di mafia e Canto di pace per tenore composto su testo di Giovanni Paolo II e interpretato da Plácido Domingo il 28 aprile del 2003.
Dal gennaio 2002 al 2006 è stato direttore artistico del Teatro Regio di Torino, dall'ottobre 2006 al gennaio 2011 è stato Sovrintendente e Direttore artistico del Teatro Comunale di Bologna.
Nel 2007 è stato Presidente della Giuria del Concorso internazionale di composizione "2 Agosto".
Il 26 novembre 2024 è stato nominato Direttore artistico delle stagioni lirica, prosa e danza per il triennio 2025/2027 del Teatro Verdi di Pisa.

## Le prime
- Pinocchio (Teatro Margherita di Genova, 23 maggio 1985)
- Cirano (Teatro Comunale di Alessandria, 18 settembre 1987)
- Vite immaginarie (Teatro Comunale di Bologna, 6 novembre 1989)
- La lupa (Teatro La Gran Guardia di Livorno, 4 settembre 1990)
- Federico II (Commissionata dal teatro di Bonn nel 1992, prima esecuzione Teatro Giovanni Battista Pergolesi di Jesi, 1º ottobre 2004)
- Il gatto con gli stivali (Teatro Filarmonico di Verona, 17 aprile 1997)
- Vita, opera in un atto di Patrizia Valduga liberamente tratta dalla commedia Wit di Margaret Edson (per il Teatro alla Scala di Milano nel Piccolo Teatro Studio, 9 maggio 2003 con Anna Caterina Antonacci)
- Le Bel indifférent (Teatro Lauro Rossi di Macerata, 15 luglio 2005, con Monica Bacelli, Danilo Fernández; orchestra Státní opera Praha; dir: Guillaume Tourniaire; regia: Pier Luigi Pizzi per lo Sferisterio di Macerata)
- La Bella e la Bestia, 3 dicembre 2005, Teatro Comunale di Modena. Regia di Damiano Michieletto
- The servant (Auditorium S. Paolo di Macerata, 27 luglio 2008) per la regia di Gabriele Lavia nell'ambito dello Sferisterio Opera Festival
- Senso (Teatro Massimo Vittorio Emanuele di Palermo, 22 gennaio 2011)
- Le braci, opera in un atto, libretto del compositore dal romanzo omonimo di Sándor Márai, commissionata del Festival della Valle d'Itria e Maggio Musicale Fiorentino (produzione del Teatro Nazionale di Seghedino, nell'ambito dell'Armel International Opera Festival, Budapest, 9 ottobre 2014)[5]
- La ciociara (titolata Two Women, San Francisco Opera, 19 giugno 2015, con Anna Caterina Antonacci)[6], libretto di Marco Tutino e Fabio Ceresa
- Miseria e nobiltà, 23 febbraio 2018, Teatro Carlo Felice di Genova (Ricordi), libretto di Luca Rossi e Fabio Ceresa
- Falscher Verrat, 3 novembre 2018, Theater Kiel
- Il berretto a sonagli, 02 Marzo 2024, Teatro Massimo Vincenzo Bellini, Catania

## Pubblicazioni
- Tutino, Marco, Il mestiere dell'aria che vibra, Milano: Ponte alle Grazie, 2017, ISBN 978-88-6833-606-6.